# İstanbul Cup 2014
İstanbul Cup 2014 (також відомий під назвою TEB BNP Paribas İstanbul Cup за назвою спонсора) — жіночий тенісний турнір, що проходив на відкритих кортах з твердим покриттям. Це був 7-й за ліком Istanbul Cup. Належав до турнірів International у рамках Туру WTA 2014. Відбувся в Стамбулі (Туреччина). Тривав з 14 до 20 липня 2014 року.  Того року турнір проводився вперше від 2010-го. У 2011–2013 турніру не було, бо в ті роки в Стамбулі проводили Чемпіонат Туру WTA. Каролін Возняцкі здобула титул в одиночному розряді.

## Очки і призові

### Розподіл очок
| Дисципліна              | П   | Ф   | ПФ  | ЧФ | 1/8 | 1/16 | Q   | Q2  | Q1  |
| Жінки, одиночний розряд | 280 | 180 | 110 | 60 | 30  | 1    | 18  | 12  | 1   |
| Жінки, парний розряд    | 280 | 180 | 110 | 60 | 1   | Н/Д  | Н/Д | Н/Д | Н/Д |

### Розподіл призових грошей
| Дисципліна              | П       | F       | ПФ      | ЧФ     | 1/8    | 1/16   | Q2     | Q1   |
| Жінки, одиночний розряд | $43,000 | $21,400 | $11,500 | $6,175 | $3,400 | $2,100 | $1,020 | $600 |
| Жінки, парний розряд    | $12,300 | $6,400  | $3,435  | $1,820 | $960   | Н/Д    | Н/Д    | Н/Д  |

## Учасниці основної сітки в одиночному розряді

### Сіяні пари
| Країна     | Гравчиня             | Рейтинг1 | Сіяна |
| ---------- | -------------------- | -------- | ----- |
| Данія      | Каролін Возняцкі     | 15       | 1     |
| Італія     | Роберта Вінчі        | 24       | 2     |
| Чехія      | Клара Коукалова      | 31       | 3     |
| Україна    | Еліна Світоліна      | 35       | 4     |
| Словаччина | Магдалена Рибарикова | 37       | 5     |
| Японія     | Курумі Нара          | 39       | 6     |
| Сербія     | Бояна Йовановські    | 41       | 7     |
| Чехія      | Кароліна Плішкова    | 48       | 8     |

- Рейтинг подано станом на 7 липня 2014.

### Інші учасниці
Нижче подано учасниць, що отримали вайлд-кард на вихід в основну сітку
- Чагла Бююкакчай
- Іпек Сойлу
- Каролін Возняцкі

Нижче наведено гравчинь, які пробились в основну сітку через стадію кваліфікації:
- Александра Дулгеру
- Ана Конюх
- Джоанна Конта
- Катерина Козлова
- Єлизавета Кулічкова
- Катерина Сінякова

### Відмовились від участі
До початку турніру
- Андреа Петкович
- Уршуля Радванська
- Айла Томлянович
- Яніна Вікмаєр

### Знялись
- Александра Дулгеру (травма плеча)
- Моніка Нікулеску

## Учасниці основної сітки в парному розряді

### Сіяні
| Країна     | Гравчиня          | Країна  | Гравчиня            | Рейтинг1 | Сіяна |
| ---------- | ----------------- | ------- | ------------------- | -------- | ----- |
| Україна    | Ірина Бурячок     | Росія   | Алла Кудрявцева     | 98       | 1     |
| Чехія      | Кароліна Плішкова | Чехія   | Крістина Плішкова   | 124      | 2     |
| Україна    | Юлія Бейгельзимер | Україна | Ольга Савчук        | 142      | 3     |
| Словаччина | Жанетта Гусарова  | Польща  | Клаудія Янс-Ігначик | 143      | 4     |

- 1 Рейтинг подано станом на 7 липня 2014.

### Інші учасниці
Пари, що отримали вайлд-кард на участь в основній сітці:
- Бояна Йовановські /  Франческа Ск'явоне
- Меліс Сезер /  Іпек Сойлу

## Фінальна частина

### Одиночний розряд
- Каролін Возняцкі —  Роберта Вінчі, 6–1, 6–1

### Парний розряд
- Місакі Дой /  Еліна Світоліна —  Оксана Калашникова /  Паула Канія, 6–4, 6–0